# سالومون، ملك بريتاني
سالومون ( (بالبريتانية: Salaün)‏ ) (توفي عام 874) كان كونت رين ونانت من 852 ودوق بريتاني من 857 حتى اغتياله في 874. في عام 867، مُنح مقاطعات أفرانش وكوتانس، ومن ثم استخدم لقب ملك بريتاني بشكل متفاوت بعد عام 868.

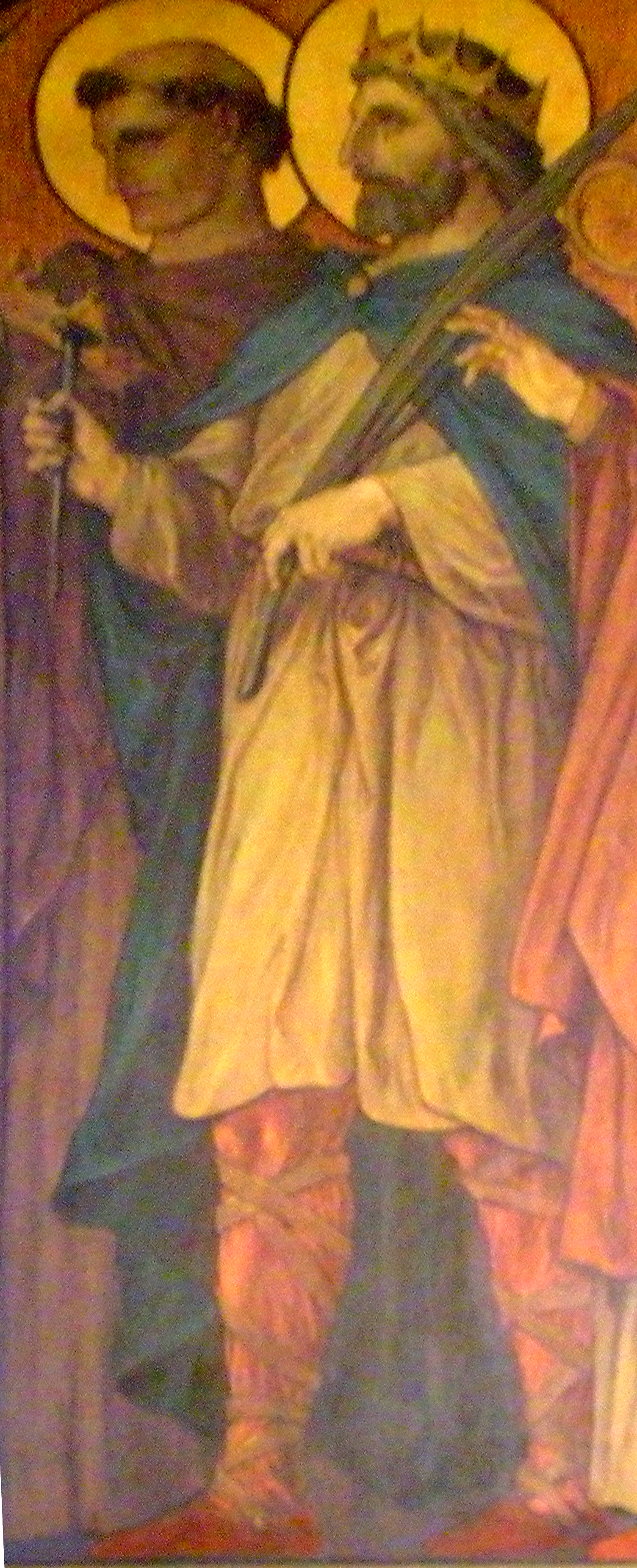
الملك البريتاني سالومون

في التقاليد الشعبية في بريتاني، بأن بعد وفاة سالومون ورفعه الى رتبة شهيد تم تطويبه على أنه القديس "سالومون".